# Burg Gibelet
Die Burg Gibelet ist eine Kreuzfahrerburg im Libanon. Sie liegt im Stadtgebiet des antiken Byblos (heute auch Dschebail). Kreuzfahrer nannten den Ort Gibelet (auch Giblet).
Die Burg wurde 1103 von den Kreuzfahrern errichtet und bildete das Zentrum der Herrschaft Gibelet. Diese war während der Kreuzzüge eines der Lehen in der Grafschaft Tripolis. Sie lag ganz im Süden der Grafschaft und grenzte an die Herrschaft Beirut, die zum Königreich Jerusalem gehörte.

## Burganlage
Das Baumaterial für die Burg wurde aus der antiken Tempelanlage in Byblos genommen, die Säulen antiker Tempel wurden als Verstärkung der Mauer genutzt. Die Burg wurde aus für diese Gegend sehr grob behauenen Steinquadern errichtet.
Ursprünglich bestand die Burg aus einem rechteckigen Donjon von 17,6 mal 21,3 Metern. Der Donjon hatte zwei Etagen, wobei die erste Etage, die auch als Wohnraum diente, nur über eine Leiter zu erreichen war. Die Etagen waren gewölbeförmig angelegt, was dem Donjon zusätzliche Stabilität verlieh. Dazu kam das massive Mauerwerk. Eine ebenfalls rechteckige Ringmauer umgab den Turm. An jeder Ecke wurden ebenfalls rechteckige Wehrtürme erbaut beziehungsweise bereits errichtete verbessert.

## Geschichte
Im Nachgang des Ersten Kreuzzugs wurde der Ort Gibelet am 28. April 1103 von Raimund von Toulouse mit Hilfe einer genuesischen Flotte unter Wilhelm I. Embriaco erobert. Die Kreuzritter errichteten daraufhin die Burg. Die Burg und das umgebende Land wurden zunächst anteilig, 1109 dann vollständig an die Genuesen übertragen, die Wilhelms Sohn Hugo I. Embriaco als Verwalter und ersten Herrn von Gibelet einsetzten. Er und seine Nachfahren bauten ihr Amt mit der Zeit zu einem erblichen Lehen aus. Die genuesische Familie Embriaco besaß das Lehen – mit Ausnahme einiger Jahre, als Saladin den Ort besetzt hatte – bis 1302.
Während der Kreuzzüge bestand hier auch der Sitz des lateinischen Bistums Gibelet, das 1138 gegründet wurde.
1187 musste Hugo III. Embriaco den Ort und die Burg nach einer Belagerung gegen freien Abzug an Saladin übergeben. 1190 als Saladin die Nachricht über den nahenden Kreuzzug Friedrich Barbarossas erhielt, gab er Befehl die Burg zu schleifen, was nur teilweise gelang. 1197 wurden Ort und Burg vom Kreuzzug Heinrichs VI. zurückerobert und an Guido I. Embriaco übergeben, der die Burg reparieren ließ.
Guidos Sohn Heinrich I. Embriaco rebellierte im Rahmen des Krieges von St. Sabas ab 1256 gegen seinen Lehnsherren, den Grafen von Tripolis und erklärte sich mit Unterstützung Genuas für von diesem unabhängig. Der Konflikt endete erst als Graf Bohemund IV. von Tripolis 1282 die Burg Gibelet eroberte und Guido II. Embriaco, sowie dessen Brüder Johann und Balduin hinrichtete. Guidos Sohn und Erbe Peter I. Embriaco konnte die faktische Herrschaft über Gibelet erst nach dem Tod Bohemunds IV. 1287 zurückerlangen.
Als die Mamluken die umliegenden Städte Tripolis, Botrun und Nephin 1289 eroberten und zerstörten, hatte Peter I. Embriaco bereits mit dem mamlukischen Sultan Qalawun vereinbart, sich gegen Tributzahlung zu unterwerfen. Die Mamluken-Sultane beließen die Familie in ihrer Herrschaft, bis diese den Besitz spätestens 1302 anscheinend friedlich aufgab. Der Historiker Steven Runciman vermutet, die Familie habe sich gegen die Mamluken so lange halten können, weil sie als Herren von Gibelet des traditionellen Rückhalts der Maroniten des libanesischen Gebirges sicher sein konnten.
1369 wurde der Ort von einer Flotte aus Famagusta (Kreuzfahrerkönigreich Zypern) geplündert.

### Herren von Gibelet
- 1109–1135: Hugo I. Embriaco († um 1135), dessen Sohn, ⚭ Adelasia
- 1135–1159: Wilhelm II. Embriaco († um 1159), dessen Sohn, ⚭ Sancha aus der Provence
- 1159–1184: Hugo II. Embriaco († um 1184), dessen Sohn
- 1184–1187: Hugo III. Embriaco († 1196), dessen Sohn, ⚭ 1179 Stephanie von Milly

- 1187–1197: von Saladin besetzt

- 1197–1238: Guido I. Embriaco († 1238), Sohn von Hugo III., ⚭ 1204 Alix, Tochter von Bohemund III., Fürst von Antiochia, und Sibylle
- 1238–1271: Heinrich I. Embriaco († 1271), Sohn von Guido I., ⚭ 2) 1250 Isabella, Tochter von Balian von Ibelin, Herr von Beirut, und Eschiva von Montbéliard
- 1271–1282: Guido II. Embriaco († 1282), Sohn von Heinrich I., ⚭ Margarete, Tochter von Julian Garnier, Graf von Sidon
- 1282/87–1298: Peter I. Embriaco († 1298), Sohn von Guido II., ⚭ 1) Douce de Gaurelée, Witwe des Johann von Picquigny, ⚭ 2) seine Nichte Agnes Embriaco, Witwe des Gauvain de la Roche, Kämmerer von Jerusalem
- 1298–1302: Maria Embriaco († 1331), Tochter von Guido II., ⚭ 1295 Philipp von Ibelin (* 1253; † 1318), Seneschall von Zypern